# Haipou Jadonang
Haipou Jadonang fou un líder espiritual i activista naga de la tribu rongmei de Manipur (una de les quatre dels zeliangrong), a l'Índia Britànica. Va establir el moviment religiós Heraka (Pur) i es va declarar a si mateix messies-rei dels nagues. El seu moviment es va estendre pels territoris dels zeliangrongs abans de ser substituït pels cristianisme. Va planejar formar un regne independent Naga ("Makam Gwangdi" o "Naga Raj"), que va topar amb els britànics de l'Índia.
Fou arrestat el 1928 i va profetitzar el final del domini britànic; alliberat fou detingut altre cop el 1931, i finalment fou penjat pels britànics el 29 d'agost de 1931 acusat (probablement injustament) de matar a quatre comerciants de Manipur i el va succeir el seu lloctinent i cosí Rani Gaidinliu (mort el 1949).